# Javier Sánchez Menéndez
Javier Sánchez Menéndez (1964) es un poeta, ensayista y editor español. Tanto su poesía como su prosa (prosa poética toda ella) constituyen una reflexión constante sobre la vida y sobre su más alta forma de expresión y de dignificación: la poesía. Por lo cual toda su obra está considerada como íntegramente poética.

## Datos biográficos
Nació en Puerto Real (Cádiz) en 1964. Cursó estudios de Historia General, Filología y Filosofía en la Universidad de Sevilla.
En 2009 fundó la editorial Ediciones de la Isla de Siltolá.
Una etapa de su biografía corresponde a la estancia, durante su juventud, en Moguer, donde estudió a Juan Ramón Jiménez.
Ha traducido al castellano Las Ventanas de Rainer Maria Rilke (Barcelona, Hora de Poesía, 1986). Sus poemas, y algunos de sus ensayos, han sido traducidos a diversos idiomas. Es colaborador habitual de diversos medios de comunicación como columnista y crítico literario.
Javier Sánchez Menéndez cultiva la poesía, la prosa poética (indiscernibles), el aforismo y el ensayo de reflexión metafísica. Actualmente reside en Sevilla.

## Obra
Javier Sánchez Menéndez es, en sus propias palabras, un poeta de la existencia, cuyo estilo podría calificarse de postexpresionista.

### Fábula.Un conjunto de diez libros enpoesíasobre lapoesía
Con apariencia —con mera apariencia— de prosa el proyecto Fábula es la gran obra poética de Javier Sánchez Menéndez, la obra de toda una vida. Es una obra en progreso, un conjunto de diez libros (escritos en versos de métrica diversa), en torno a la poesía y en torno a su materia: el arte y la vida misma. Ya han visto la luz los siete primeros volúmenes:
- 1. Libro primero: La vida alrededor (2010).
- 2. Libro segundo: Teoría de las inclinaciones (2012).
- 3. Libro tercero: Libre de la tormenta (2013).
- 4. Libro cuarto: Mediodía en Kensington Park (2015).
- 5. Libro quinto: Confuso laberinto (2016).
- 6. Libro sexto: De cuna y sepultura. (2018).
- 7. Libro séptimo: Sobre la naturaleza (2023).

Los restantes títulos de la serie, según se anuncia en los libros publicados, se titularán:
- 8. Libro octavo: Nicanorias.
- 9. Libro noveno: Laberinto.
- 10. Libro décimo: Fábula. Incluye el apéndice El Libro Fábula.

### La prosa poética (poesía)
La prosa poética de Sánchez Menéndez no es otra cosa que poesía, donde los versos predominantes son el heptasílabo, el alejandrino, el endecasílabo, el octosílabo y el verso libre. En particular, La vida alrededor, Teoría de las Inclinaciones, Libre de la tormenta, Mediodía en Kensington Park, Confuso laberinto y El libro de los indolentes (este último en forma de trilogía: 1. El encuentro en Camarinal, 2. Saúl, el ángel negro, y 3. El vuelo), pormenorizados abajo, son ante el lector común y el lector experto (es decir, revistas, editoriales) una poesía con apariencia de prosa, más que una prosa poética. Es, realmente, una continuación (rigurosamente versificada), de su reflexión constante sobre la vida, el pensamiento y su expresión natural: la poesía y el arte. Sobre este libro nos dice Carlos Alcorta: "porque «la confusión no es perplejidad, es el vagar de la poesía». La importancia de la mirada y la disposición del autor para ser recipiente, no sustancia, la voluntad de contemplar lo minúsculo, lo irrelevante para conformar esa identidad escurridiza son reclamos de este libro poliédrico. La forma de mirar determina la forma de ser. «He aprendido a observar aquello que no se puede ver. Lo oculto y peligroso», escribe Sánchez Menéndez".

## Obras completas del autor

### Poesía
- Motivos, Moguer (Huelva), Ayuntamiento de Moguer, 1983.
- Derrota y muerte a los héroes, Valencia, Abalorio, 1988.
- El violín mojado, Barcelona, Seuba, 1991.
- Introducción y detalles, Madrid, Betania, 1991.
- Última cordura, en "Trayecto contiguo", Madrid, Betania, 1993.
- La muerte oculta, Colección "Arca del Ateneo", Córdoba, Ateneo de Córdoba, 1996.
- Una aproximación al desconcierto, Sevilla, SIM-Libros, 2011.
- Una aproximación al desconcierto (v.2.0), Sevilla, SIM-Libros, 2011.
- Faltan palabras en el diccionario (Poemas escogidos 1983-2011), Madrid, Libros del Aire, 2011.
- Cartoons, Sevilla, La Isla de Siltolá, 2011.
- El violín mojado, Madrid, Libros del Aire, 2013. Introducción de Rocío Fernández Berrocal.
- Por complacer a mis superiores (Antología poética), Sevilla, Ediciones En Huida, 2014.
- La muerte oculta, Sevilla, Vitela, 2014. Segunda edición. Prólogo de Antonio Colinas y epílogo de Tomás Rodríguez Reyes. Esta edición incluye un poema inédito de 1987 que no aparecía en la edición cordobesa, “Una sola palabra”.
- Perdona la franqueza, Córdoba, Detorres Editores, 2015.
- Cuarenta y tres poemas (Antología personal), Colombia, Gamar Editores, 2016.
- El baile del diablo, Sevilla, Editorial Renacimiento, Colección Calle del Aire, 2017.
- También vivir precisa de epitafio (Antología poética 1983-2017), Edición de José Luis Morante. Albacete, Chamán Ediciones, 2018.
- Notas sobre el silencio, Sevilla, Ediciones de La Isla de Siltolá, 2020.
- Ese sabor antiguo de las obras, Albacete, Chamán Ediciones, 2022.
- 1335 días (Contemplar, atender, entender), Córdoba, Detorre Editores, 2023.

### Prosa poética (poesía en verso)
- Fábula. Obra en diez libros (en progreso).
  - La vida alrededor, Sevilla, La Isla de Siltolá, Colección Álogos, 2010. Primer libro de Fábula.
  - Teoría de las Inclinaciones, Valencina de la Concepción (Sevilla), Los Papeles del Sitio, 2012. Segundo libro de Fábula.[6]
    - 9/06/2012: Europa Press
    - 9/06/2012: La Información (enlace roto disponible en Internet Archive; véase el historial, la primera versión y la última).
    - 9/06/2012: 20 Minutos
    - 9/06/2012: La Vanguardia (enlace roto disponible en Internet Archive; véase el historial, la primera versión y la última).
    - 9/06/2012: El Economista
    - 9/06/2012: Diario QUÉ!
    - 9/06/2012: Antón Castro 
    - 20/06/2012: Gregorio Luri 
    - 23/06/2012: José Manuel Mora Fandos 
    - 23/06/2012: Globedia
    - 26/06/2012: Álvaro Valverde 
    - 28/06/2012: Antonio Rivero Taravillo 
    - 9/07/2012: José Luis Piquero 
    - 25/07/2012: Rocío Fernández Berrocal  Archivado el 25 de marzo de 2013 en Wayback Machine.
    - 7/08/2012: Tomás Rodríguez Reyes 
    - 5/08/2012: La Razón
    - 27/10/2012: Cuadernos del Sur (Diario Córdoba)
    - 30/10/2012: Antonio Moreno Ayora (en Papel Literario)

  - Libre de la tormenta, Sevilla, La Isla de Siltolá, 2013. Tercer libro de Fábula.[7]
    - 24/04/2013: Mora Fandos 
    - 30/04/2013: Qué Leer 
    - 11/05/2013: ABC Cultural 
    - 22/05/2013: Santos Domínguez 

  - Mediodía en Kensington Park, Sevilla, Ediciones de la Isla de Siltolá, 2015. Cuarto libro de Fábula.
    - Nueva edición: Mediodía en Kensington Park, San José (Costa Rica), Editorial Germinal, 2015.
    - Traducción al italiano: Mezzogiorno a Kensington Park, Rimini (Italia), Raffaelli Editore, 2015. Traducción de Annamaria Tomasicchio.

  - Confuso laberinto, Sevilla, Editorial Renacimiento, Colección Los Cuatro Vientos, 2016. Quinto libro de Fábula.[8][9][10][11]
  - De cuna y sepultura, Guipúzcoa, Editorial El Gallo de Oro, 2018. Sexto libro de Fábula.
  - Sobre la naturaleza, Córdoba, Libros de la Frontera, Colección El Bardo, 2023. Séptimo libro de Fábula.

- El libro de los indolentes. Trilogía.[12]
  - 1. El encuentro en Camarinal, Miami, USA, Imagine Cloud Editions, 2013.
  - 2. Saúl, el ángel negro, Miami, USA, Imagine Cloud Editions, 2015.
  - 3. El vuelo, Plaza y Valdés editores, 2015.
  - El libro de los indolentes, Obra completa, incluye los tres libros, Madrid, Plaza y Valdés editores, 2015.

### Aforismos
- Artilugios, Cádiz, Takara Editorial, 2017.
- La alegría de lo imperfecto, Gijón, Editorial TREA, 2017.
- Concepto, Sevilla, Ediciones de La Isla de Siltolá, 2019.
- Ética para mediocres, Sevilla, Ediciones de La Isla de Siltolá, 2020.
- Mundo intermedio, Gijón, Editorial TREA, 2021.
- La Jaula [Aforismos], Ediciones de la Isla de Siltolá, Sevilla, 2023.

### Ensayo
- Sobre la Literatura y el Arte, Sevilla, Cuadernos de la Memoria, 1986.
- Dios y la universidad, Madrid y México, Ediciones Palabra, 1989.
- Para una teoría del aforismo, Gijón, Editorial TREA, 2020.
- Las Guardas [Cuadernos del Sur], Sevilla, La Isla de Siltolá, 2024.

### Antologías
- Autor del estudio y de la antología: Poesía contemporánea en Sevilla (Estudio y Antología), Tercer suplemento de Pasarela, Sevilla, Pasarela-Libros, 1987.
- Coautor del estudio y de la antología: Poesía Sevillana 1950-1990 (Estudio y Antología), Pedro Rodríguez Pacheco y Javier Sánchez Menéndez (edd.), Sevilla, Muñoz Moya y Montraveta editores, 1992.
- Editor de: Pluralidades. Antología poética de Antonio Hernández, Sevilla, Guadalmena, 1992.
- Coeditor de: Poesía para niños de 4 a 120 años (Antología de Autores Contemporáneos), edición de Jesús Cotta, José María Jurado y Javier Sánchez Menéndez, Sevilla, La Isla de Siltolá, Colección Agua, 2010.
- Editor de: Terapia de locos [Antología (2012-1983) y poemas inéditos] de Osvaldo Sauma, Sevilla, La Isla de Siltolá, 2017.
- Editor de: Poemas de María Zambrano, Sevilla, La Isla de Siltolá, 2018.

### Traducciones
- Las Ventanas de Rainer Maria Rilke, Barcelona, Hora de Poesía, 1986.

### Otras obras
- 8 Consejos para salir de la Crisis, Sevilla, Extravagancias, 2011.
- ¡Quiero ser funcionari@ docente! (en colaboración con David de la Fuente), Sevilla, Extravagancias, 2011.

### Colaborador en medios de comunicación
- A vivir que son dos días, Cadena Ser.
- Huelva Información y otros medios del Grupo Joly.
- Cuadernos del Sur, Diario Córdoba.
- El Cuaderno, Editorial TREA.